# Капсель
Ка́псель — футляр для обжига изделий из керамики в печи. Служит для защиты изделия от деформации и загрязнения.
Изготавливается из огнеупорной глины. При проведении глазурного обжига капсель изготавливается, исходя из формы изделий. Капсель должен быть многосоставным, чтобы после обжига можно было достать изделие, не повредив его. Края соприкасающихся частей капселя должны быть отполированы.
Капсель заполнялся мелким песком, чтобы все пустоты были заполнены и во время обжига изделие держало форму. После этого капсель закрывался, замазывался и помещался в печь.